# Alipašino Polje
Alipašino Polje je sarajevska gradska četvrt (kvart) u općini Novi Grad. Sastoji se od tri kvarta Faza A, Faza B i Faza C, koja obuhvaćaju šest mjesnih zajednica.
Alipašino Polje obuhvaća površinu od 1.003.063,59 m2, na kojem živi oko 27.000 stanovnika.
Stambeno naselje Alipašino Polje je izgrađeno u periodu od 1974. do 1979. godine, a faze nose nazive prema redoslijedu kojim su izgrađene.

## Povijest
Naziv predjela datira iz 16. stoljeća. Predio je tad bio poznat drvenom Alipašinom mostu. Iz imena tog mosta razvio se toponim Alipašino Polje. S obzirom na slabu naseljenost, u toponimu je ostala riječ "polje". Teško je utvrditi o kojem se Alipaši radi po kojem je predio dobio ime, zato što je više osoba nosilo ista imena. Pretpostavlja se da je bio netko od bosanskih namjesnika.
1981. godine ovdje je sniman film Dvije polovine srca čija se radnja zbivala na Alipašinom Polju. Glumili su poznati glumci Ljubiša Samardžić, Zijah Sokolović, Mirjana Karanović, Fabijan Šovagović i dr.
Prije rata na Alipašinom polju nalazi se kultni kafić Borsalino, koji je u prvim mjesecima srpske opsade Sarajeva bio improvizirani zatvor u čijem su podrumu zatvarani i premlaćivani sarajevski Srbi. Još od prvih mjeseci znalo se o zatvaranjima i mučenjima u improviziranom zatvoru u podrumskim prostorima, no vlasti se nisu ozbiljnije bavile time. Vlastima je slaba izlika bilo tadašnje kaotično stanje u gradu. Među zatočenim Srbima bilo je mnogo nedužnih ljudi, ali i onih koji su zaslužili pritvor i ispitivanje. Zlostavljanje Sarajlija mrlja je na obrani grada. Neke je spasio UNPROFOR, kad je doznao za te zatočenike. U više sudskih procesa različitim osobama svjedočilo se o premlaćivanjima u ovom zatvoru na Haaškom tribunalu.

## Mjesne zajednice u Alipašinom Polju
- Alipašino polje A I, Alipašino polje A II, Alipašino polje B I, Alipašino polje B II, Alipašino polje C I i Alipašino polje C II

## Vanjske poveznice
Polje visokog rizika, Nisvet Džanko